# Surak
Surak és un personatge de l'univers de fictici de Star Trek. És el filòsof més important en la història dels vulcanians i visqué 1800 anys abans de la formació de la Federació Unida de Planetes. Per llavors els vulcanians eren éssers emocionals, molt més que els humans i això comportava que estiguessin en guerra contínuament fins a portar-los pràcticament a la seva destrucció.
Surak, després de molts dies de pelegrinatge pel desset arribà a la conclusió que l'únic camí per la salvació era l'autocontrol, deixar de banda les emocions i actuar sempre a través de la raó i la lògica.
Les futures generacions vulcanianes es crien amb les creences de Surak per no tornar a cometre el mateix error.